# Flèche de Locminé
La Flèche de Locminé  est une course cycliste disputée tous les ans au mois de mars à Locminé, dans le département du Morbihan (Bretagne). Créée en 1980, cette compétition est organisée par l'OC Locminé. Elle fait partie du calendrier national de la Fédération française de cyclisme. 
L'édition 2020 est annulée en raison du contexte sanitaire lié à la pandémie de coronavirus.

## Palmarès
| Année | Vainqueur             | Deuxième            | Troisième             |
| ----- | --------------------- | ------------------- | --------------------- |
| 1980  | Jean-Paul Maho        | Michel Le Sourd     | Hubert Graignic       |
| 1981  | Alain Rocaboy         | Dominique Le Bon    | Hubert Graignic       |
| 1982  | Håkan Jensen          | Pascal Henry        | Jean-Yves Jaglin      |
| 1983  | Dominique Le Bon      | Jean-Luc Hamon      | Philippe Jouan        |
| 1984  | Roland Le Clerc       | François Leveau     | Christian Poirier     |
| 1985  | Alain Rocaboy         | Pierre Prigent      | Bruno Chemin          |
| 1986  | Philippe Dalibard     | Dominique Le Bon    | Jean-Louis Conan      |
| 1987  | Gilles Guégan         | Philippe Dalibard   | Dominique Le Bon      |
| 1988  | Dominique Le Huitouze | Didier Le Huitouze  | Bertrand Surget       |
| 1989  | Dominique Le Huitouze | Emmanuel Mallet     | Dominique Le Bon      |
| 1990  | Philippe Bresset      | Jean-Louis Conan    | Stéphane Launay       |
| 1991  | Pascal Le Tanou       | Dominique Le Bon    | Gaëtan Leray          |
| 1992  | Marty Jemison         | Arnaud Le Deletaire | Christophe Le Bars    |
| 1993  | Rodolphe Henry        | Mickaël Boulet      | Marc Hibou            |
| 1994  | Jean-Jacques Henry    | Damien Nazon        | Éric Potiron          |
| 1995  | Freddy Arnaud         | David Delrieu       | Philippe Bresset      |
| 1996  | Mickaël Boulet        | David Delrieu       | Freddy Arnaud         |
| 1997  | Mickaël Hacques       | Franck Trotel       | David McCann          |
| 1998  | Fabrice Peltier       | Frédéric Delalande  | Éric Le Rigoleur      |
| 1999  | Fabrice Salanson      | Éric Duteil         | Christophe Thébault   |
| 2000  | Frédéric Delalande    | Marc Feipeler       | Stéphane Pétilleau    |
| 2001  | Franck Laurance       | Stéphane Pétilleau  | Mickaël Boulet        |
| 2002  | Lilian Jégou          | Lloyd Mondory       | Takehiro Mizutani     |
| 2003  | Samuel Gicquel        | Lloyd Mondory       | Camille Bouquet       |
| 2004  | Jean-Luc Delpech      | Simon Gerrans       | Stéphane Pétilleau    |
| 2005  | Timothée Lefrançois   | Jonathan Dayus      | Christophe Diguet     |
| 2006  | Jérôme Guisneuf       | Jonathan Dayus      | Florian Guillou       |
| 2007  | Cyrille Noël          | Roger Cren          | François Guimard      |
| 2008  | Julien Foisnet        | Nicolas Jouanno     | Damien Brouard        |
| 2009, | Salva Vilchez         | Steven Le Vessier   | Johan Le Bon          |
| 2010, | Salva Vilchez         | Simon Gouédard      | David Chopin          |
| 2011  | Étienne Tortelier     | Médéric Clain       | Simon Gouédard        |
| 2012  | Régis Geffroy         | Sylvain Dechereux   | Benjamin Le Montagner |
| 2013  | Fabrice Seigneur      | Fabien Le Coguic    | Stéphane Lebreton     |
| 2014  | Douglas Dewey         | Ronan Tassel        | Mathieu Cloarec       |
| 2015  | Fabien Grellier       | Matthieu Gaultier   | Erwann Corbel         |
| 2016  | Fabrice Seigneur      | Clément Orceau      | Florian Tessier       |
| 2017, | Émilien Jeannière     | Julien Guay         | Maxime Cam            |
| 2018, | Enzo Bernard          | Jason Tesson        | Frédéric Guillemot    |
| 2019  | Jason Tesson          | Adrien Rimasson     | Damien Ridel          |
| 2020  | annulé                | annulé              | annulé                |
| 2021  | Émilien Jeannière     | Yannick Martinez    | Jean-Louis Le Ny      |
| 2022  | Jean-Louis Le Ny      | Johan Le Bon        | Stefan Bennett        |
| 2023  | Pierre Thierry        | Maxime Jarnet       | Jérémy Leveau         |
| 2024  | Tom Mainguenaud       | Simon Millon        | Jocelyn Baguelin      |
| 2025  | Toby Chatonnet        | Gaëlig Glon         | Hans Rullier          |